# Mount Dayton
Mount Dayton ist ein 1420 m hoher und hauptsächlich unvereister Berg im Königin-Maud-Gebirge der antarktischen Ross Dependency. In den Hays Mountains ragt er 8 km westlich des Mount Goodale an der Ostflanke des Amundsen-Gletschers auf.
Teilnehmer der US-amerikanischen Byrd Antarctic Expedition (1928–1930) kartierten ihn anhand eigener Vermessungen und Luftaufnahmen. Das Advisory Committee on Antarctic Names benannte den Berg 1967 nach Paul Kuykendall Dayton III. (* 1941), Biologe auf der McMurdo Station im antarktischen Winter des Jahres 1964.